# نيلسون إيدي
نيلسون إيدي (بالإنجليزية: Nelson Eddy)‏ (و. 1901 – 1967 م) هو مغني، ومغني أوبرا، وموسيقي، وممثل مسرحي، وممثل أفلام، ومؤدي أصوات أمريكي، ولد في بروفيدنس، رود آيلاند، توفي في بروفيدنس، رود آيلاند، عن عمر يناهز 66 عاماً.

## وصلات خارجية
- نيلسون إيدي على موقع IMDb (الإنجليزية)
- نيلسون إيدي على موقع الموسوعة البريطانية (الإنجليزية)
- نيلسون إيدي على موقع روتن توميتوز (الإنجليزية)
- نيلسون إيدي على موقع ألو سيني (الفرنسية)
- نيلسون إيدي على موقع ميوزك برينز (الإنجليزية)
- نيلسون إيدي على موقع تيرنر كلاسيك موفيز (الإنجليزية)
- نيلسون إيدي على موقع أول موفي (الإنجليزية)
- نيلسون إيدي على موقع قاعدة بيانات الأفلام السويدية (السويدية)
- نيلسون إيدي على موقع إن إن دي بي (الإنجليزية)
- نيلسون إيدي على موقع أول ميوزيك (الإنجليزية)